# Dibrugarh

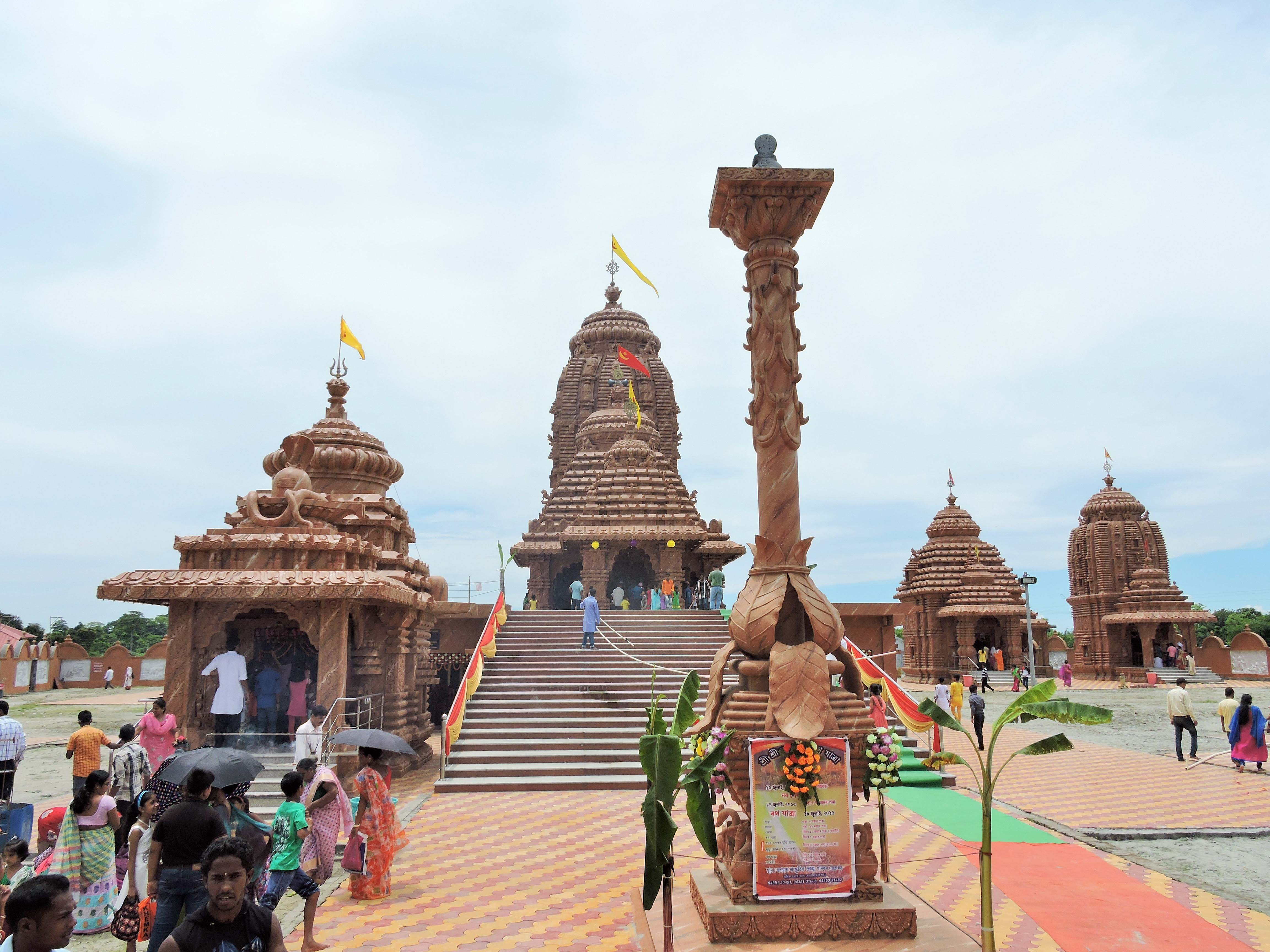
Jagannath-Tempelkomplex

Dibrugarh (assamesisch ডিব্ৰুগড় Ḍibrugaṛ) ist eine ca. 150.000 Einwohner zählende Großstadt und Distriktshauptstadt im Bundesstaat Assam im Nordosten Indiens.

## Lage und Klima
Dibrugarh befindet sich auf dem Südufer des Brahmaputra in einer Höhe von ca. 108 m. Der Fluss Dihing fließt ca. 15 km südlich von Dibrugarh in westlicher Richtung. Guwahati, die Hauptstadt Assams, ist etwa 450 km (Fahrtstrecke) in südwestlicher Richtung entfernt. Das Klima ist überwiegend schwül, warm und regnerisch; Regen (ca. 3035 mm/Jahr) fällt hauptsächlich während der sommerlichen Monsunmonate.

## Bevölkerung
Ca. 82,5 % der Einwohner sind Hindus und ca. 15 % sind Moslems; der Rest entfällt auf Christen, Buddhisten, Jains und Sikhs. Der männliche Bevölkerungsanteil ist etwa 8 % höher als der weibliche.

## Wirtschaft
Die Stadt ist das Zentrum einer Region, in der seit der britischen Kolonialzeit Tee produziert wird; Dibrugarh gilt als Tea City of India. In jüngerer Zeit wurden Bodenschätze wie Öl und Gas entdeckt und gefördert; außerdem wird Mineraldünger abgebaut. Die nationale Fernstraße NH 37 (Sivasagar–Tinsukia) führt durch die Stadt, die auch einen Bahnhof und einen Zivilflughafen hat.

## Geschichte
Die Geschichte der Stadt reicht bis ins indische Mittelalter zurück, doch ist aus dieser Zeit keine Zeugnisse mehr erhalten. Die gesamte Region erhielt erst unter den Briten eine straffere Organisation.

## Sehenswürdigkeiten
Die Stadt hat keine historischen Sehenswürdigkeiten; es gibt einige neuzeitliche Tempel in traditionellen Stilformen (z. B. Jagannath-Tempel).